# 리에티
리에티(이탈리아어: Rieti, 라틴어: Reate)는 이탈리아 라치오주 리에티도에 있는 코무네다. 리에티 현의 현도이며, 라틴어로는 레아테{라틴어: Reate)라고 한다.

## 역사

### 고대 역사

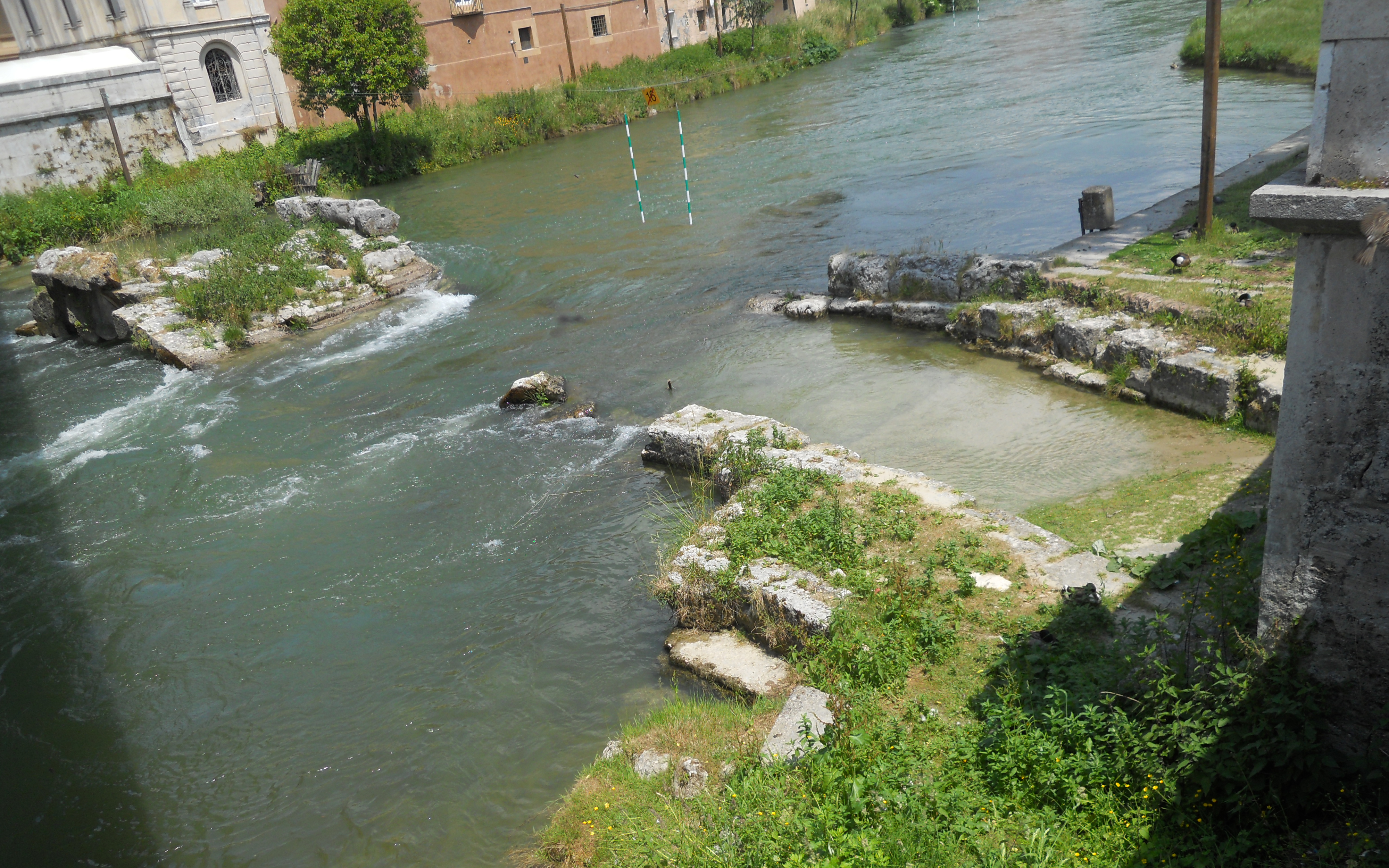
로마 시대 다리의 잔해(기원전 3세기)

레아(Reate)는 본래 사비니인들의 중요 지역이였다. 기원전 3세기 후반에 마니우스 쿠리우스 덴타투스가 이끌던 로마군이 이곳을 정복한후, 이곳은 소금길(살라리아 가도)이라고도 불렸던 아펜니노 산맥을 통하여 로마와 아드리아 해를 연결하던 초창기 로마 교통로의 중요지점이 되었다.

## 날씨
| 리에티의 기후            | 리에티의 기후 | 리에티의 기후 | 리에티의 기후 | 리에티의 기후 | 리에티의 기후 | 리에티의 기후 | 리에티의 기후 | 리에티의 기후 | 리에티의 기후 | 리에티의 기후 | 리에티의 기후 | 리에티의 기후 | 리에티의 기후 |
| 월                       | 1월           | 2월           | 3월           | 4월           | 5월           | 6월           | 7월           | 8월           | 9월           | 10월          | 11월          | 12월          | 연간          |
| ------------------------ | ------------- | ------------- | ------------- | ------------- | ------------- | ------------- | ------------- | ------------- | ------------- | ------------- | ------------- | ------------- | ------------- |
| 일평균 최고 기온 °C (°F) | 8 (46)        | 10 (50)       | 13 (55)       | 17 (63)       | 22 (72)       | 25 (77)       | 29 (84)       | 29 (84)       | 25 (77)       | 20 (68)       | 14 (57)       | 9 (48)        | 18 (65)       |
| 일평균 최저 기온 °C (°F) | 1 (34)        | 0 (32)        | 2 (36)        | 5 (41)        | 8 (46)        | 11 (52)       | 13 (55)       | 13 (55)       | 11 (52)       | 7 (45)        | 4 (39)        | 1 (34)        | 6 (43)        |
| 평균 강수량 mm (인치)    | 111 (4.4)     | 110 (4.3)     | 95 (3.7)      | 93 (3.7)      | 75 (3.0)      | 70 (2.8)      | 35 (1.4)      | 55 (2.2)      | 87 (3.4)      | 106 (4.2)     | 171 (6.7)     | 146 (5.7)     | 1,154 (45.5)  |
| 출처:                    |               |               |               |               |               |               |               |               |               |               |               |               |               |

## 지역 출신 인물
- 마르쿠스 테렌티우스 바로

## 자매 도시
- 일본 이토시
- 프랑스 생피에르레엘뵈프
- 독일 노르트호른

## 교통
리에티는 오르테 게이트로부터 A1(로마-피렌체) 고속도로까지 갈 수 있다. 고대 살라리아 가도를 통해서도 로마와 연결되어있다.
리에티는 테르니-라퀼라 선 역이 있다.